# Paul Langlois
Pour l’article homonyme, voir Langlois.
Paul Langlois (né le 4 décembre 1926 et mort à Ottawa le 17 juillet 2012) est un homme d'affaires, industriel et homme politique fédéral du Québec.

## Biographie
Né à Trois-Rivières dans la région de la Mauricie, Paul Langlois devient député du Parti libéral du Canada dans la circonscription fédérale de Chicoutimi en 1965. Réélu en 1968, 1972 et en 1974, il ne se représenta pas en 1979.
Durant son passage à la Chambre des communes, il est secrétaire parlementaire du ministre des Travaux publics de 1968 à 1969 et du ministre de la Consommation et des Corporations de 1969 à 1970.  